# Вауэрман, Филипс
Филипс Ва́уэрман, Ва́уверман, Ва́уверманс (нидерл. Philips Wouwerman; крещён 24 мая 1619, Харлем — похоронен 23 мая 1668, Харлем, Ниувекерк) — голландский живописец и рисовальщик, выдающийся мастер искусства золотого века Нидерландов. Прославился как «живописец лошадей и всадников». Член большой семьи голландских художников из Харлема.

## Семья художников Вауэрман
Одним из родоначальников семьи был Паувель (Пауль) Йостен Вауэрман (Paul Joosten Wouwerman, ?—1642), отец и учитель трёх сыновей-художников. Самый известный из них —Филипс Вауэрман, его брат Ян Вауэрман (Вауверман, 1629—1666) — художник-пейзажист. Третий брат Питер Вауэрман (1623—1682) — пейзажист, анималист и баталист. Художниками были и другие потомки основателей художественной семьи Власов, 1996, с. 183.

## Жизнь и творчество Филипса Вауэрмана
Филипс Вауэрман учился живописи у отца, затем у пейзажиста Яна Вейнантса и, возможно, у Франса Халса. Он также занимался недвижимостью и в документах упоминается именно в связи с этой деятельностью. В 1638 году Вауэрман сбежал с невестой Анной Питерс ван Брокхофф в Гамбург, чтобы жениться там вопреки воле и религиозным убеждениям своего отца (Анна была католичкой). У супругов было десять детей. Они жили на Бакенессерграхт в доме, в котором также проживали харлемские художники Корнелис Герритц Декер и Хендрик де Мейер. Семеро детей выжили и после смерти матери в 1670 году получили значительное наследство.
В Гамбурге Вауэрман работал в мастерской Эверта Деккера. По возвращении в Харлем в 1642 году вступил в местную Гильдию Святого Луки, а в 1645—1646 годах занимал в ней важную должность. Филипс Вауэрман к концу своей жизни добился признания, почёта и славы в харлемском сообществе.
Вауверман начал свою художественную карьеру с простых изображений и сценок из повседневной жизни. На художника также оказали влияние творчество голландцев Питера Вербека и работавшего в Риме Питера ван Лара, лидера группы художников бытового жанра бамбоччанти.
На его картинах середины 1640-х годов появляются композиционные приёмы типичные для картин малых голландцев: композиционные диагонали (часто в виде склона земли), дерево, выполняющее функцию репуссара («вводного предмета» переднего плана), трёхплановость в передаче пространства (затенённый передний план, светлый тёплых «земляных красок» средний и голубоватый дальний).
В течение следующих тридцати лет Филипс Вауэрман вырабатывал индивидуальный стиль, трактуя широкий спектр сюжетов от бытовых и пейзажных до военных и религиозных (конные состязания, сцены охоты, пейзажи с путниками, кавалерийские сражения и военные лагеря, крестьянские гуляния). Особенно прославился художник своим умением изображать лошадей всех пород в движении. Историк искусства Фредерик Дж. Дюпарк назвал Вауэрмана «несомненно самым опытным и успешным голландским художником лошадей XVII века». Его пейзажи, в которые вплетено действие, принадлежат к лучшим образцам голландской живописи Золотого века.
Шедевры его лучшего периода (около 1650—1660 годов) бесспорно высокого качества, прекрасно сочетающие воображаемые южные пейзажи и типично голландскую атмосферу. Для картин Ваувермана характерны приглушённые цвета, прохладная атмосфера и множество остроумных мелких деталей.
Вауэрман был необычайно плодовит. Около 800 картин были перечислены в «Каталоге-резоне» Джона Смита (1829—1842) как произведения Филипса Вауэрмана. В расширенном каталоге Хофстеде де Гроота (1908) это число превышает 1200. В недавно опубликованном Резюме-каталоге Биргит Шумахер (2006) только около 570 картин были указаны как подлинные произведения, поскольку многие из них, упомянутые Хофстеде де Гроотом, на самом деле были написаны бесчисленными последователями и подражателями. Ян и Питер Вауэрманы, младшие братья Филипса, часто считались близкими последователями, чьи картины, время от времени приписывали самому Филипсу.
В Санкт-Петербургском Эрмитаже хранятся тридцать семь картин Филипса Ваувермана (Вауэрмана), четыре картины Питера и две картины Яна Вауэрмана.
Среди бесчисленных последователей Вауэрмана следует упомянуть самых одарённых художников, работавших в его стиле: Яна ван Хухтенбурга (1647—1733), братьев Яна Франца (1683—1750) и Йозефа ван Бредала (1688—1739), а также Карел ван Фаленс (1683—1733).
Его зарегистрированными учениками были Йоханнес ван дер Бент, Хендрик Беркман, Эдуард Дюбуа, Николя Фике, Барент Гаэль, Энтони де Хаен, Эмануэль Мюрант, Маттиас Шейтс, Корт Витольд и его братья.

## Галерея

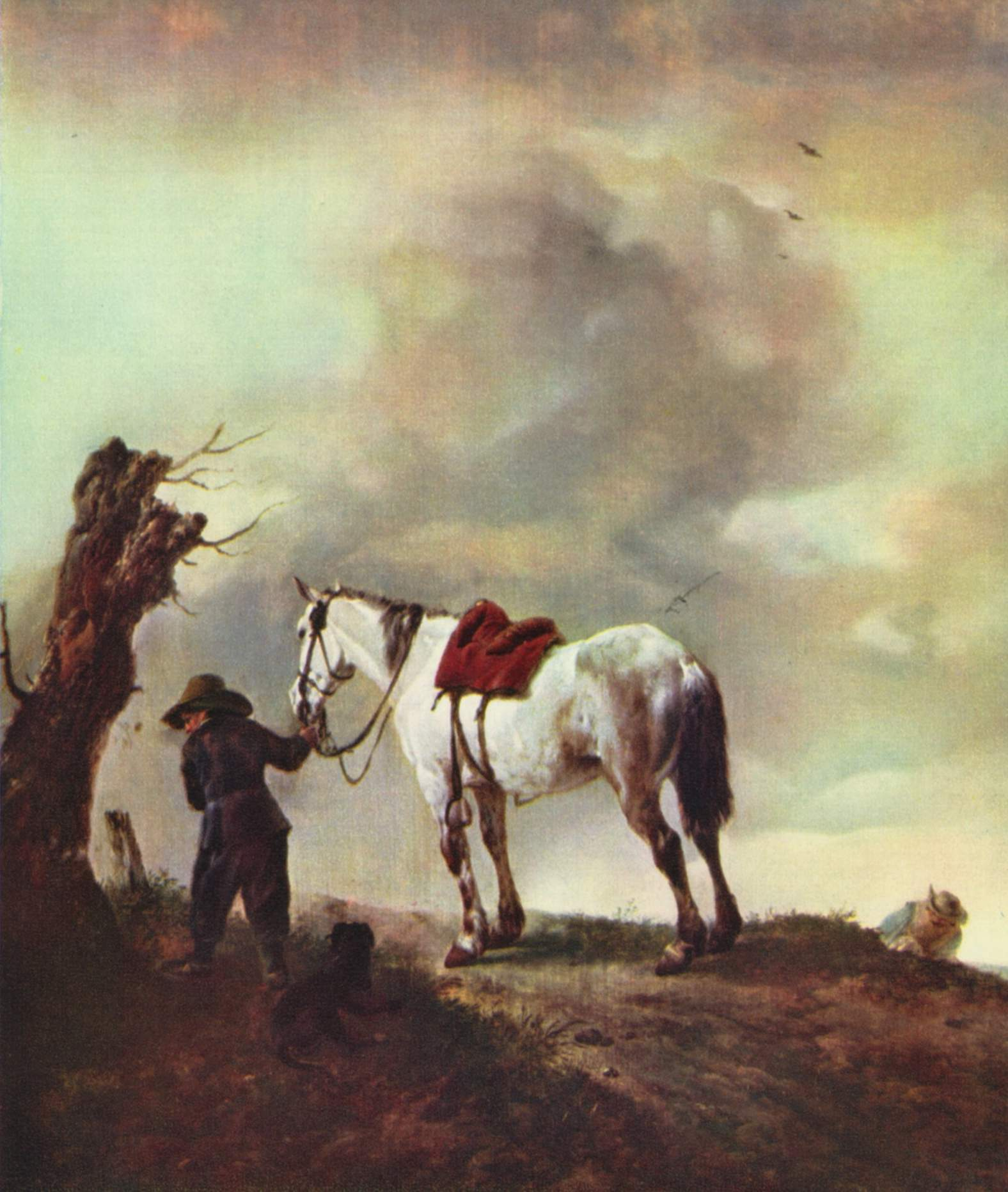
Белая лошадь. 1645–1647. Дерево, масло. Рейксмюсеум, Амстердам
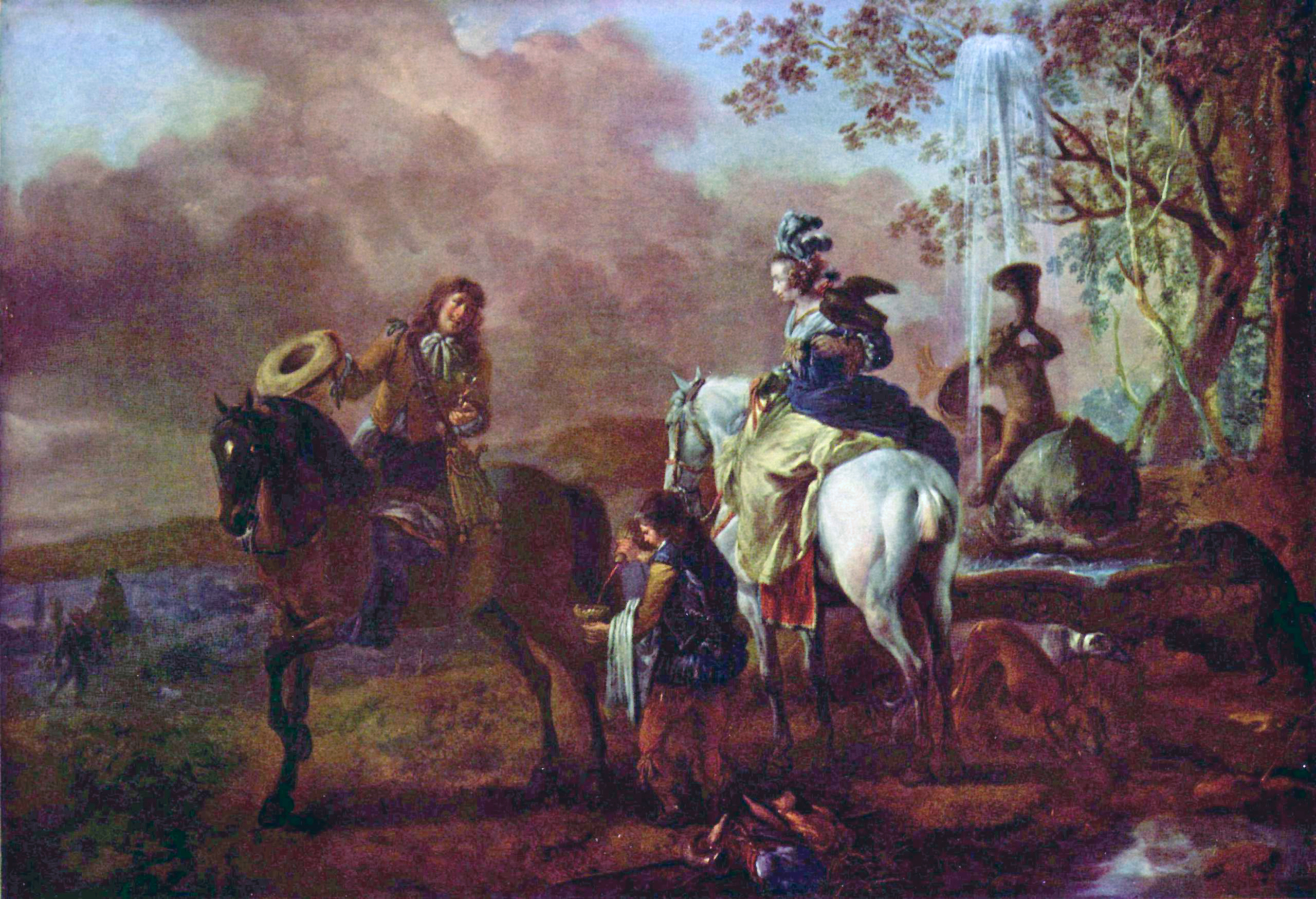
Отдых на соколиной охоте. Ок. 1665. Дерево, масло. Музей герцога Антона Ульриха, Брауншвейг
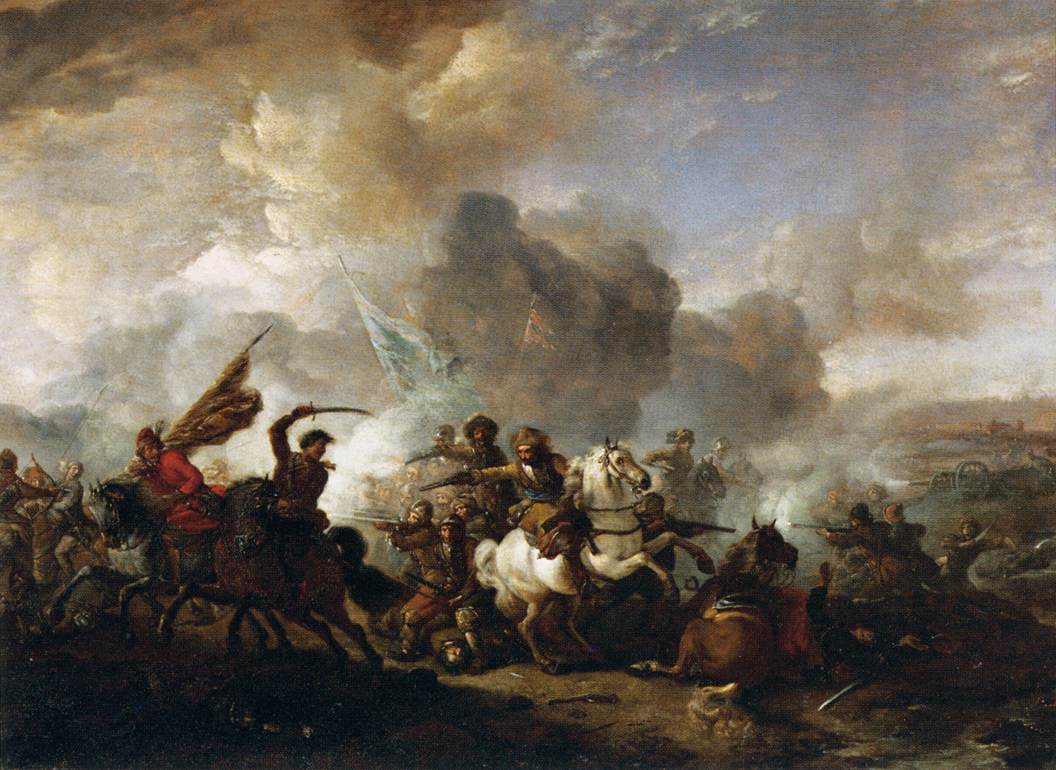
Схватка между восточной кавалерией и кавалерией Священной Римской империи. 1550–1560. Дерево, масло. Лувр, Париж
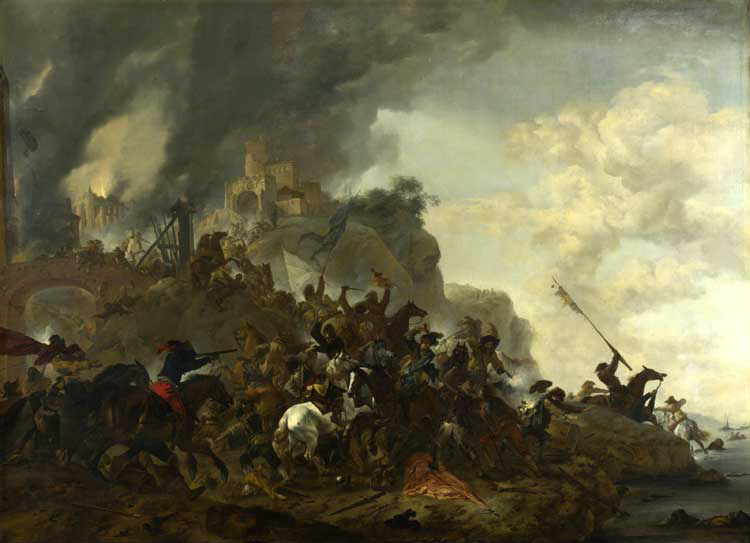
Кавалерийское сражение перед фортом на горе. 1646. Холст, масло. Национальная галерея, Лондон
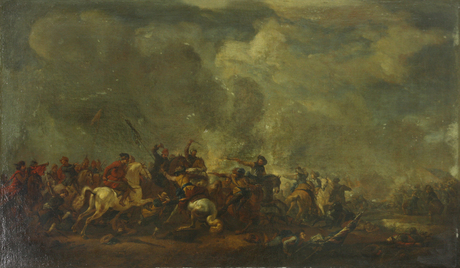
Война поляков против шведов. 1650-е гг. Холст, масло. Национальная картинная галерея Армении, Ереван
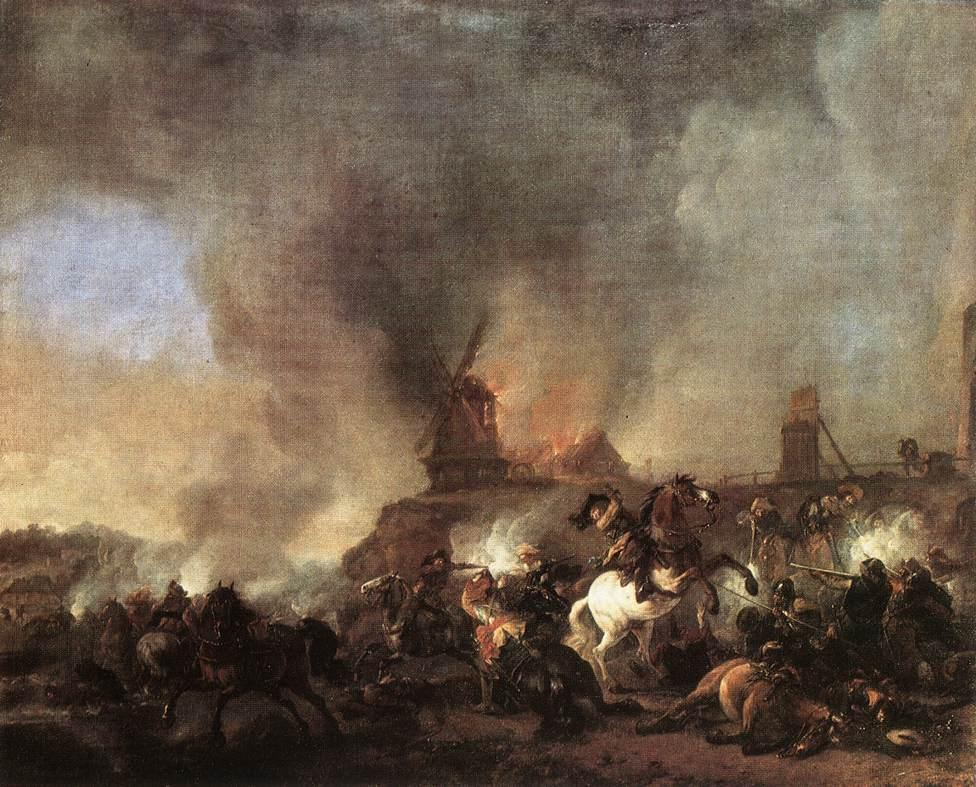
Кавалерийская схватка перед ветряной мельницей. 1660-е гг. Холст, масло. Галерея старых мастеров, Дрезден